# Presidentieel paleis (Finland)
Het presidentieel paleis (Fins: Presidentinlinna, Zweeds: Presidentens slott) is een van paleizen van de president van Finland in Helsinki.

## Geschiedenis
Aan het begin van de 19e eeuw stond een zoutopslagplaats op de locatie waar nu het paleis staat. Johan Henrik Heidenstrauch, een rijke handelaar, kocht deze op om er een grote woning te plaatsen. De woning werd gebouwd tussen 1816 tot 1820 door architect Pehr Granstedt. In 1837 kocht de Russische tsaar Nicolaas I het huis en liet hij het ombouwen tot een paleis. De Duitse architect Carl Ludvig Engel, die ook verantwoordelijk was voor het stadsplan van Helsinki, ontwierp het gebouw. De bouw begon in 1843 en toen Engel in 1844 overleed, nam zijn zoon Carl Alexander de leiding over. In 1845 was het paleis officieel klaar, maar het zou tot 1854 duren voordat een lid van de keizerlijke familie er gebruik van zou maken. De eerste bezoeker was grootvorst Constantijn Nikolajevitsj, de tweede zoon van tsaar Nicolaas I, in 1854. Alexander III was de eerste tsaar die het paleis bezocht in 1863. Hij bezocht het daarna vervolgens nog twee keer in 1876 en 1883. Het laatste bezoek van een tsaar was in 1915 toen Nicolaas II er één dag verbleef. In de Eerste Wereldoorlog werd het paleis in gebruik genomen als militair ziekenhuis. Na de Februarirevolutie en het aftreden van tsaar Nicolaas II belandde het paleis in handen van het Senaat. Gedurende de Finse Burgeroorlog werd het paleis vervolgens gebruikt als het hoofdkwartier van de Rode Garde. Na de oorlog werd het paleis hersteld voor koning Frederik Karel van Hessen. Nadat hij na twee maanden afstand had gedaan van de troon, werd besloten het paleis te gebruiken als residentie van de president. Het paleis was tot aan 1993 de residentie van alle Finse presidenten, met uitzondering van Risto Heikki Ryti, Carl Gustaf Mannerheim en Urho Kekkonen. Kekkonen ervaarde vooral het straatverkeer in de buurt als te luid. De laatste president die in het paleis woonde, was Mauno Koivisto, die daar verbleef tot 1993 toen Mäntyniemi de nieuwe officiële residentie van de presidenten werd.